# Evangelisch-lutherische Kirche Vilkyškiai
Die Evangelisch-lutherische Kirche in Vilkyškiai (litauisch Vilkyškių evangelikų liuteronų bažnyčia) ist eine von zwei Kirchen im litauischen Städtchen (litauisch: miestelis) Vilkyškiai (deutsch Willkischken), das zur Gemeinde Pagėgiai (Pogegen) im Bezirk Tauragė (Tauroggen) gehört.

## Geographische Lage
Vilkyškiai liegt im Südwesten Litauens an der Nationalstraße KK 141 zwischen Pagėgiai (Pogegen) und Jurbarkas (Georgenburg) inmitten der Hügel des früheren Willkischker Höhenzuges. Eine Bahnanbindung besteht nicht.

## Kirchengebäude

### Baugeschichte
Eine erste Kirche wurde in Willkischken schon vor 1560 errichtet. Dabei handelte es sich um eine kleine Holzkirche mit Altar, Kanzel und auch einem Umkleideraum. Sie hatte bereits eine Glocke. In der Folgezeit wurde sie häufig repariert und war schließlich so baufällig, dass in den Jahren 1615 bis 1621 eine Grundüberholung notwendig wurde. Die Außenwände blieben erhalten, allerdings musste das gesamte Innere mit Türen und Fenstern renoviert werden. Das Strohdach wurde durch ein Schindeldach ersetzt. Um 1623 wurde das Geläut um eine zweite Glocke ergänzt. Die Auseinandersetzungen im Dreißigjährigen Krieg hinterließen auch an der Kirche große Schäden, so dass 1638 das Gebäude einzustürzen drohte. Acht neue Stützbalken wurden eingebaut und die Wände mit eisernen Ankern zusammengehalten.
Eine neue Kirche wurde notwendig. Um 1650 begann man mit einem Neubau aus Holz und Mauerfachwerk, im Jahre 1652 war die Kirche fertiggestellt. Sie hatte zwölf Fenster mit je vier Scheiben, das Dach war mit 10.240 Schindeln gedeckt. 1664 waren umfangreiche Reparaturarbeiten erforderlich, nachdem im Schwedisch-Polnischen Krieg (1655 bis 1660) die beiden Glocken, Inneneinrichtungen wie Taufstein, Leuchter und Kirchenbänke vernichtet oder geraubt worden waren. Der Siebenjährige Krieg (1756 bis 1763) mit dem Russeneinfall 1757 brachte das Ende dieser Kirche. Sie wurde – wie fast der gesamte Ort – eingeäschert.
In den Jahren 1770 bis 1771 entstand eine neue Kirche. Es handelte sich um ein rechteckiges Bauwerk aus Ziegeln und Dachschindeln ohne Turm. Sie erhielt eine 1772 gegossene Glocke, ergänzt im Jahre 1814 durch eine vom Metall- und Glockengießer Christian Copinus in Königsberg (Preußen) angefertigte zweite Glocke. Die Kirche wurde baufällig und wurde schließlich 1895 abgebrochen.
In den nächsten drei Jahren entstand ein neues Gotteshaus. Es handelte sich um einen neoromanischen dreischiffigen Ziegelbau mit einem 45 Meter hohen, spitzen Turm. Der Innenraum war schlicht gehalten und mit einem Holzdach abgedeckt. Der Altar war in gotischem Stil gearbeitet. Die Orgel war ein Werk von August Terletzki in Elbing. Als Geläut dienten die Glocken aus der Vorgängerkirche. Sie blieben im Ersten Weltkrieg erhalten, mussten jedoch zum Einschmelzen für Munitionszwecke im Zweiten Weltkrieg abgeliefert werden.
Nach dem Kriege wurde das Gotteshaus zu Sowjetzeiten als Getreidespeicher und Mühle zweckentfremdet. Die Fremdnutzung zog das Gebäude stark in Mitleidenschaft, zumal man in der Sakristei ätzenden Kunstdünger sammelte, die Fenster ausschlug und den spitzen Helm des Kirchturms niederriss. Dank der Initiative einzelner früherer Einwohner sowie Freunden des Kirchspiels Wilkkischkens aus Deutschland wurde 1989 eine Spendensammlung in Gang gesetzt, die eine Renovierung des Gebäudes ermöglichte. Das Dach wurde generalüberholt, 1995 die neue Turmspitze eingeweiht. Zugemauerte Fenster wurden freigemacht und neue Glasfenster eingesetzt. Auch konnte die Anschaffung einer neuen Orgel sowie einer Glocke ermöglicht und der Kirchenraum mit Altar, Kanzel, einem großen Kreuz sowie Sitzbänken ausgestattet werden. Bei der Gestaltung richtete man sich nach dem früheren Aussehen der Kirche. Heute dient die Kirche mit regelmäßigen Gottesdiensten wieder ihrem eigentlichen Zweck. Auch wird sie zu kulturellen Veranstaltungen genutzt.

### Orgel
Die Gemeinde der evangelischen Martin-Luther-Kirche in Detmold (Deutschland) schenkte der Kirchengemeinde in Vilkyškiai ihre Orgel, die im Jahr 2008 hier installiert wurde. Es handelte sich um ein von Orgelbaumeister Paul Ott 1953 angefertigtes Werk mit 29 Registern auf zwei Manualen mit Pedal. Die Traktur ist mechanisch. Die Orgel hat folgende Disposition:
| I Rückpositiv C– |       |
| Gedackt          | 8′    |
| Principal        | 4′    |
| Blockflöte       | 4′    |
| Sesquialtera II  |       |
| Quinte           | 1 ⁄3′ |
| Octave           | 1′    |
| Scharff V–VI     |       |
| Dulcian          | 16′   |
| Krummhorn        | 8′    |
| Tremulant        |       |

| II Hauptwerk C– |       |
| Quintade        | 16′   |
| Principal       | 8′    |
| Spitzflöte      | 8′    |
| Octave          | 4′    |
| Rohrflöte       | 4′    |
| Nassat          | 2 ⁄3′ |
| Principal       | 2′    |
| Sifflöte        | 2′    |
| Mixtur IV–V     |       |
| Trompete        | 8′    |

| Pedal C–      |     |
| Subbass       | 16′ |
| Gedacktpommer | 8′  |
| Octavbass     | 8′  |
| Octave        | 4′  |
| Choralflöte   | 2′  |
| Mixtur IV–V   |     |
| Posaunen      | 16′ |
| Trompete      | 8′  |
| Trompete      | 4′  |

- Koppeln: II/I, I/P, II/P

## Kirchengemeinde
Bereits vor 1560 wurde auf Veranlassung Herzog Albrechts von Preußen Willkischken zu einem Kirchdorf. Dazugehörig war ein weitflächiges Kirchspiel mit 19 Dörfern, Ortschaften und Wohnplätzen. Die Pfarrei, deren Pfarrstelle von 1561 bis 1945 ununterbrochen besetzt war, gehörte bis 1922 zum Kirchenkreis Tilsit (russisch: Sowetsk), danach zum Kirchenkreis Pogegen (heute litauisch: Pagėgiai) mit eigenem Konsistorium für das Memelland. Im Jahr 1925 zählte das Kirchspiel Willkischken 4117 Gemeindeglieder. Die Flucht und Vertreibung der einheimischen Bevölkerung in Kriegsfolge machten das kirchliche Leben in Willkischken zunichte. Das Kirchengebäude verfiel durch Fremdnutzung.
Heute dient die grundlegend restaurierte Kirche wieder den evangelischen Christen als Gotteshaus. Sie leben jetzt in einer katholischen Diaspora. Deren Kirchenglieder nutzen die eigene St.-Annen-Kirche (litauisch Šv. Onos bažnyžia) als Gotteshaus. Zu der jetzt evangelisch-lutherischen Pfarrei gehören auch die Nachbarorte Jurbarkas (Georgenburg), Skirsnemunė (Christmemel) und Smalininkai (Schmalleningken). Sie ist jetzt in die Evangelisch-Lutherische Kirche in Litauen eingegliedert.

### Kirchspielorte (bis 1945)
Zum evangelischen Kirchspiel Willkischken gehörten bis 1945 neben dem Kirchdorf noch 18 Orte:
| Deutscher Name  | Litauischer Name |
| --------------- | ---------------- |
| *Absteinen      | Opstainys        |
| *Barsuhnen      | Barzūnai         |
| Birbinten       |                  |
| Dallnitz        |                  |
| *Gillandwirszen | Gilandviršiai    |
| Gintscheiten    | Ginšaičiai       |
| Jettschen       | Ječiškės         |
| Jogauden        | Jogaudai         |
| Kallweiten      | Kalvaičiai       |
| *Kellerischken  | Keleriškiai      |
| Kerkutwethen    | Kerkutviečiai    |
| Maszurmaten     | Mažrimaičiai     |
| Neppertlauken   | Nepertlaukiai    |
| Polompen        | Palumpiai        |
| *Schreitlauken  | Šereitlaukis     |
| *Sodehnen       | Sodėnai          |
| Wahlenthal      | Pempynė          |
| Wartulischken   | Vartūliškiai     |

### Pfarrer (bis 1945)
An der evangelischen Kirche in Willkischken amtierten zwischen 1561 und 1945 als Pfarrer:
- Johann Schneeweiß, ab 1561
- Lothar Krause, 1590
- Friedrich Löbel, 1590
- Johann Krause, 1592
- Georg Rasch
- Thomas Schult, 1631
- Jacob Woywod, 1643/1651
- Marcus Naunien d. Ä., bis 1671
- Johann Christ. Gettkandt d. Ä., ab 1674
- Johann Christ. Gettkandt d. J., 1690–1718
- Johann Friedrich heydemann, 1718–1751
- Johann Friedrich Schwenner, 1751–1757
- Peter Hirschfeldt, 1758–1780
- Georg Michael Glaser, 1780–1799
- Johann Samuel Traugott Berg, 1800–1825
- Ernst Christian Packhäuser, 1826–1842
- Friedrich August Prellwitz, 1842–1861
- Hermann Jacob Theodor Krüger,
1851–1855
- Carl Ludwig Holder, 1861–1874[11]
- Robert Friedrich Th. Böttcher, 1874–1892
- Otto Richard Hugo Prellwitz, 1893–1901
- Viktor Br. P. Stadie, 1902–1930
- Emil Fr. Leidereiter, 1930–1945